# Dieter Schwemmle

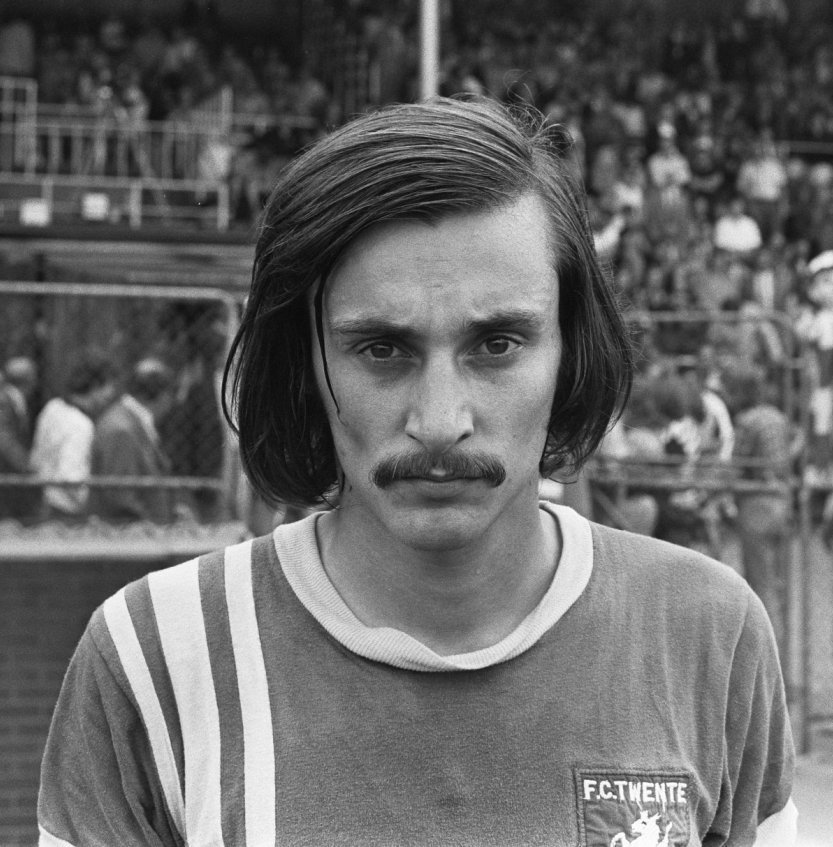

Dieter Schwemmle (Stuttgart, 28 juli 1949) is een voormalig Duits voetballer.

## Loopbaan
Schwemmle werd onder trainer Hermann Eppenhoff in 1972 overgeheveld van de amateursectie van VfB Stuttgart naar het eerste elftal van de vereniging. Hij speelde in zijn eerste jaar 33 competitiewedstrijden in de Bundesliga, waarin hij zes doelpunten scoorde. De vleugelspits ging in juni 1973 voor een transfersom van 140.000 gulden naar FC Twente in Nederland, waar hij de aan PSV verkochte René van de Kerkhof moest doen vergeten. In zijn allereerste competitiewedstrijd voor de Tukkers, op 12 augustus 1973 tegen Haarlem, maakte hij een veelbelovende indruk en dolde hij bij herhaling zijn ervaren tegenstander Theo van Duivenbode. Schwemmle wordt in Nederland vooral herinnerd door dit eerste optreden.
In seizoen 1973/74 kwam Schwemmle tot 38 officiële wedstrijden voor Twente, waaronder vijf wedstrijden in de UEFA Cup, en scoorde hij zes doelpunten. In 1974 verhuisde hij voor een bedrag van 150.000 gulden naar Kickers Offenbach, dat enkele maanden eerder trainer Otto Rehhagel had aangetrokken.
Ook bij Kickers Offenbach had Schwemmle een goede start. Op 24 augustus 1975 versloeg het team in de openingswedstrijd van het seizoen landskampioen FC Bayern München met 6-0, waarbij Schwemmle één keer scoorde. Kickers Offenbach eindigde het jaar als achtste. Schwemmle hield het na één seizoen voor gezien en verkaste voor twee seizoenen naar Zwitserland. In 1977 tekende hij een contract bij VfL Bochum en vervolgens speelde hij nog voor FC Hanau 93 (1978/79) en ESV Ingolstadt (1979 tot 1981). Hij sloot zijn actieve loopbaan af bij Bulova SA in Hongkong.

## Tabel
| Seizoen | Club              | Competitie            | Weds. | Goals |
| ------- | ----------------- | --------------------- | ----- | ----- |
| 1972/73 | VfB Stuttgart     | Bundesliga            | 33    | 6     |
| 1973/74 | FC Twente         | Eredivisie            | 31    | 6     |
| 1974/75 | Kickers Offenbach | Bundesliga            | 31    | 7     |
| 1975/76 | AC Bellinzona     | Vlag van Zwitserland  | 18    | 9     |
| 1976/77 | FC Biel / Bienne  | Vlag van Zwitserland  | 26    | 8     |
| 1977/78 | VfL Bochum        | Bundesliga            | 15    | 0     |
| 1978/79 | FC Hanau 93       | 2. Bundesliga (Süd)   | 27    | 11    |
| 1979/80 | ESV Ingolstadt    | 2. Bundesliga (Süd)   | 25    | 4     |
| 1980/81 | ESV Ingolstadt    | 2. Bundesliga (Süd)   | 33    | 7     |
| 1981/82 | Bulova SA         | First Division League | 14    | 3     |